# Баландинська сільська рада (Кам'янський район)
Бала́ндинська сільська́ ра́да — адміністративно-територіальна одиниця та орган місцевого самоврядування в Кам'янському районі Черкаської області. Адміністративний центр — село Баландине.

## Загальні відомості
- Населення ради: 1 070 осіб (станом на 2001 рік)

## Населені пункти
Сільській раді були підпорядковані населені пункти:
- с. Баландине

## Склад ради
Рада складалася з 12 депутатів та голови.
- Голова ради: Моцар Микола Михайлович

### Керівний склад попередніх скликань
| Прізвище, ім'я, по батькові | Основні відомості                                                         | Дата обрання | Дата звільнення |
| --------------------------- | ------------------------------------------------------------------------- | ------------ | --------------- |
| Ювшин Анатолій Іванович     | Сільський голова, 1954 року народження, освіта вища, член Народної партії | 26.03.2006   | 31.10.2010      |
| Ювшин Анатолій Іванович     | Сільський голова, 1954 року народження, освіта вища, член Партії регіонів | 31.10.2010   | 29.04.2013      |
| Моцар Микола Михайлович     | Сільський голова, 1969 року народження, освіта вища, член Партії регіонів | 15.12.2013   |                 |

Примітка: таблиця складена за даними сайту Верховної Ради України

### Депутати
За результатами місцевих виборів 2010 року депутатами ради стали:

#### За суб'єктами висування
| Суб'єкт висування            | Кількість обраних депутатів | %    |
| ---------------------------- | --------------------------- | ---- |
| Самовисування                | 10                          | 83,3 |
| Соціалістична партія України | 2                           | 16,7 |

#### За округами
| № округу                     | Прізвище, ім'я, по батькові    | Дата визнання обраним | Освіта  | Партійна приналежність             | Відомості про обраного депутата                |
| ---------------------------- | ------------------------------ | --------------------- | ------- | ---------------------------------- | ---------------------------------------------- |
| Соціалістична партія України |                                |                       |         |                                    |                                                |
| 6                            | Рябошапка Олег Петрович        | 01.11.2010            | середня | член Соціалістичної партії України | приватний підприємець                          |
| 11                           | Ульяненко Наталія Іванівна     | 01.11.2010            | вища    | член Соціалістичної партії України | тимчасово не працює                            |
| Самовисування                |                                |                       |         |                                    |                                                |
| 1                            | Голий Володимир Миколайович    | 01.11.2010            | вища    | позапартійний                      | пенсіонер                                      |
| 2                            | Гордієнко Вікторія Анатоліївна | 01.11.2010            | вища    | позапартійна                       | приватний підприємець                          |
| 3                            | Дорда Валентина Володимирівна  | 01.11.2010            | вища    | позапартійна                       | тимчасово не працює                            |
| 4                            | Драченко Ганна Степанівна      | 01.11.2010            | середня | позапартійна                       | Сільська рада, секретар                        |
| 5                            | Гавриленко Любов Іванівна      | 01.11.2010            | вища    | позапартійна                       | Дитячий навчальний заклад, вихователь          |
| 7                            | Юліна Ганна Давидівна          | 01.11.2010            | вища    | позапартійна                       | Сільська рада, бухгалтер                       |
| 8                            | Моцар Микола Михайлович        | 01.11.2010            | вища    | позапартійний                      | Сільська рада, землевпорядник                  |
| 9                            | Кобзар Надія Миколаївна        | 01.11.2010            | середня | позапартійна                       | Ощадбанк ТВБВ3279/04, касир                    |
| 10                           | Рибченко Анатолій Миколайович  | 01.11.2010            | вища    | позапартійний                      | Фермерське господарство Рибченко О. М., фермер |
| 12                           | Черненко Таїсія Іванівна       | 01.11.2010            | вища    | позапартійна                       | тимчасово не працює                            |